# Vincent Maitre

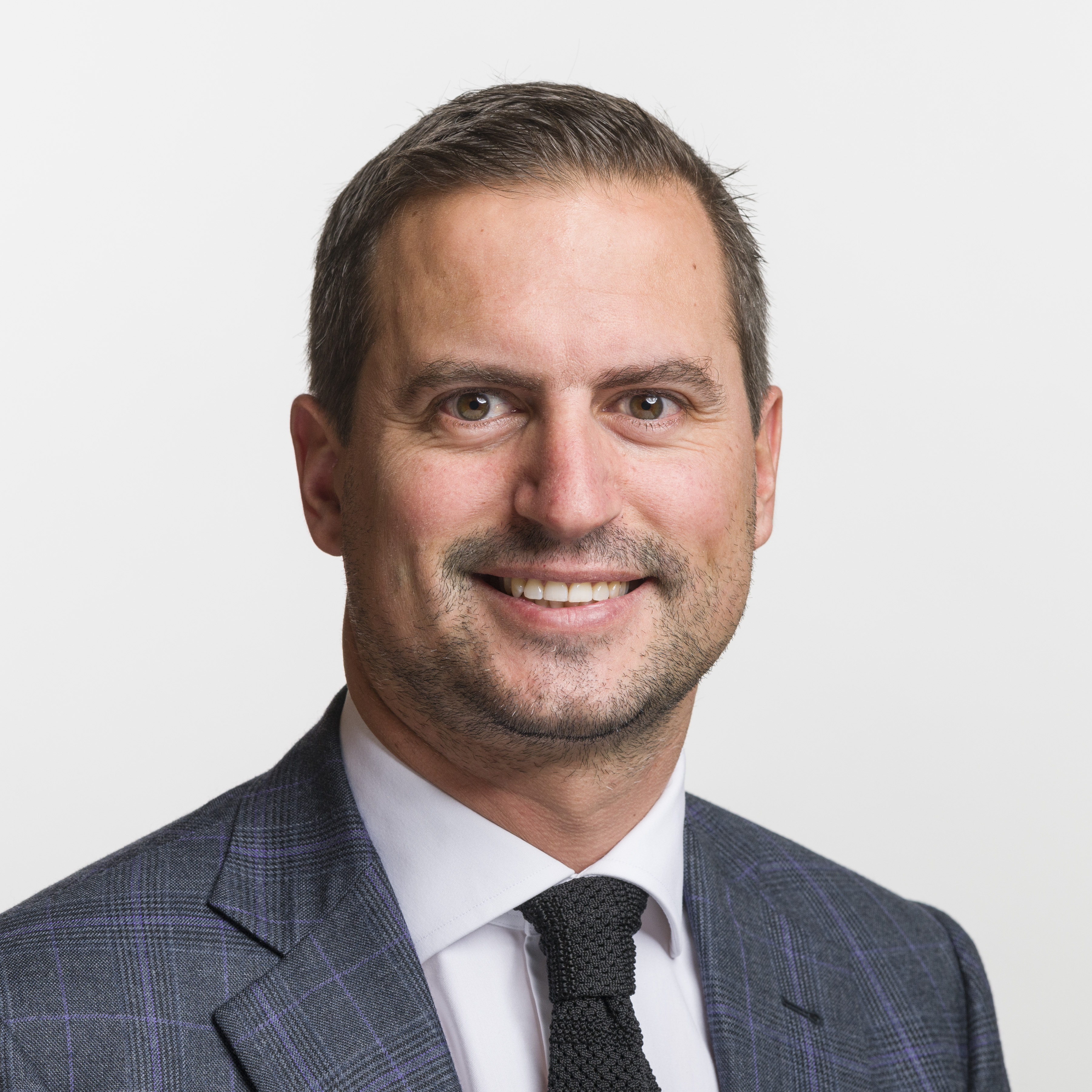
Vincent Maitre (2019)

Vincent Maitre (* 12. Januar 1981 in Genf) ist ein Schweizer Politiker (Die Mitte, vormals CVP). Seit 2019 ist er Mitglied des Nationalrats.

## Leben
Vincent Maitres Familie stammt ursprünglich aus dem Jura aus der Gemeinde Epauvillers. Bereits sein Grossvater Yves Maitre (1917–1966) war Rechtsanwalt und von 1963 bis zu seinem Tod 1966 Nationalratsmitglied für die CVP. Sein Vater Jean-Philippe Maitre (1946–2006) war seit 1973 für je 12 Jahre Mitglied im Genfer Grossen Rat und Staatsrat und war seit 1983 bis zu seinem Tod im Jahr 2006 Nationalrat für die CVP. Seine Mutter Christine Maitre, geborene Mégevand, war von 2005 bis 2006 Bürgermeisterin von Collonge-Bellerive.
Er ist Partner in der Anwaltskanzlei De Boccard Associés SA.

## Politik
Vincent Maitre war von 2007 bis 2009 Mitglied der Genfer Stadtrats (Legislative) und von 2009 bis 2019 Mitglied des Genfer Grossen Rats. Seit 2018 fungiert er als Präsident der Christdemokratischen Partei Genf (PDC GE/CVP GE), sein Vorgänger war Bertrand Buchs. Seit dem 2. Dezember 2019 ist er gewählter Nationalrat für den Kanton Genf und als solcher Präsident der Kommission für Rechtsfragen.